# Vraní skály
Vraní skály (německy Rabensteine, v horolezeckém slangu nazývané někdy též Krkavčí skály) se nacházejí v nejvýchodnější části Chráněné krajinné oblasti Lužické hory u Horního Sedla, části města Hrádek nad Nisou v okrese Liberec ve stejnojmenném kraji. Jedná se o skupinu pískovcových skalních věží, z nichž nejznámější je Fellerova věž. Dalšími jsou Šachtové věže (východní a západní), Krkavec, Krkavcová, Krkavčí hnízdo, Hruška a Malá hruška.

## Popis lokality

### Geografická poloha
Vraní skály se nacházejí v nadmořské výšce zhruba 500 metrů na území podcelku Lužický hřbet ve východní části geomorfologického celku Lužické hory, s nímž zde na severu sousedí Žitavská pánev a na jihovýchodě Ještědsko-kozákovský hřbet. Skály se tyčí nad Krásným dolem prakticky uprostřed linie, která směřuje od Popovy skály na severozápadě k Horním skalám na jihovýchodě, a to vždy ve vzdálenosti přibližně 1 km od uvedených skalních útvarů.

### Geologie
Vraní skály jsou tvořeny velmi pevnými pískovci, utvářenými v období cenomanu, před necelým stem miliónů let. Pískovcové skalní tvary jsou doplněny slepencovými polohami s čedičovou výplní a železitými inkrustacemi a na jižní straně stěn jsou rozbrázděny kolmými a vodorovnými puklinami. Podle některých hypotéz ke zpevnění zdejšího pískovce mohla přispět čedičová hornina, která původně vyplňovala podélnou rozsedlinu uprostřed skalního masívu.

## Horolezectví
K věžím Vraních skal se začala upínat pozornost horolezců již na konci 19. století. První výstup na nejmohutnější skalní věž uskutečnil 17. června 1894 žitavský profesor Theodor Feller spolu s Adolfem Gahlerem a Ferdinandem Siegmundem. Zmíněná věž od té doby nese Fellerovo jméno. Nejednalo se však o horolezecký výstup, k dosažení vrcholu byl použit provazový žebřík. Skutečný horolezecký prvovýstup uskutečnili až Karl Kirchhof a Franz Salomon o deset let později,  21. května 1904.
Ve skupině Vraních skal je vyznačeno téměř devět desítek lezeckých cest, od nejlehčích až po stupeň VIII UIAA. Přímo na Fellerově věži, která je z morfologického i historického hlediska považována za horolezecky nejcennější skalní věž v oblasti Lužických hor, je vyznačeno celkem 24 lezeckých cest obtížnosti IV až VIIc.

## Galerie

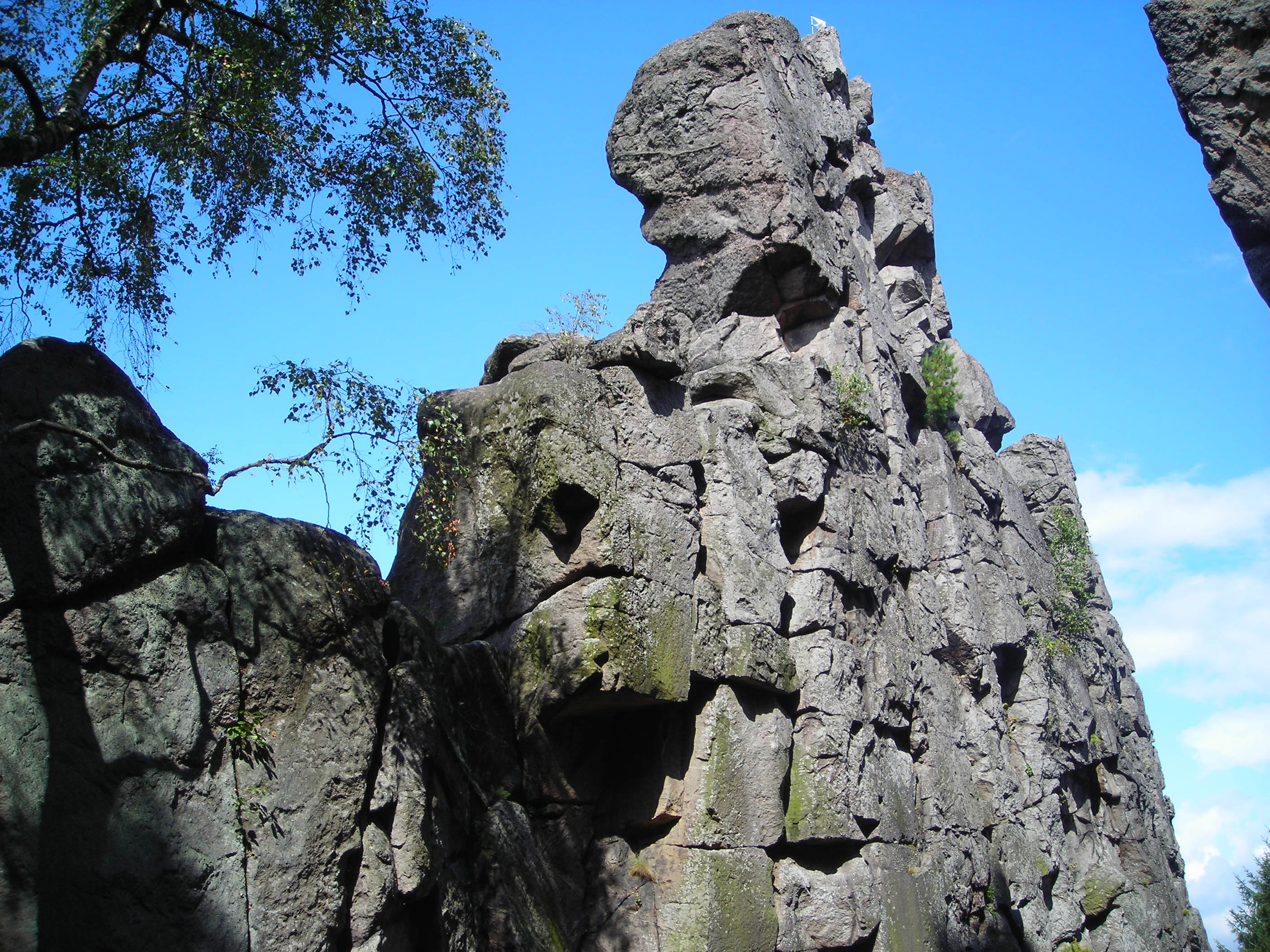
Fellerova věž
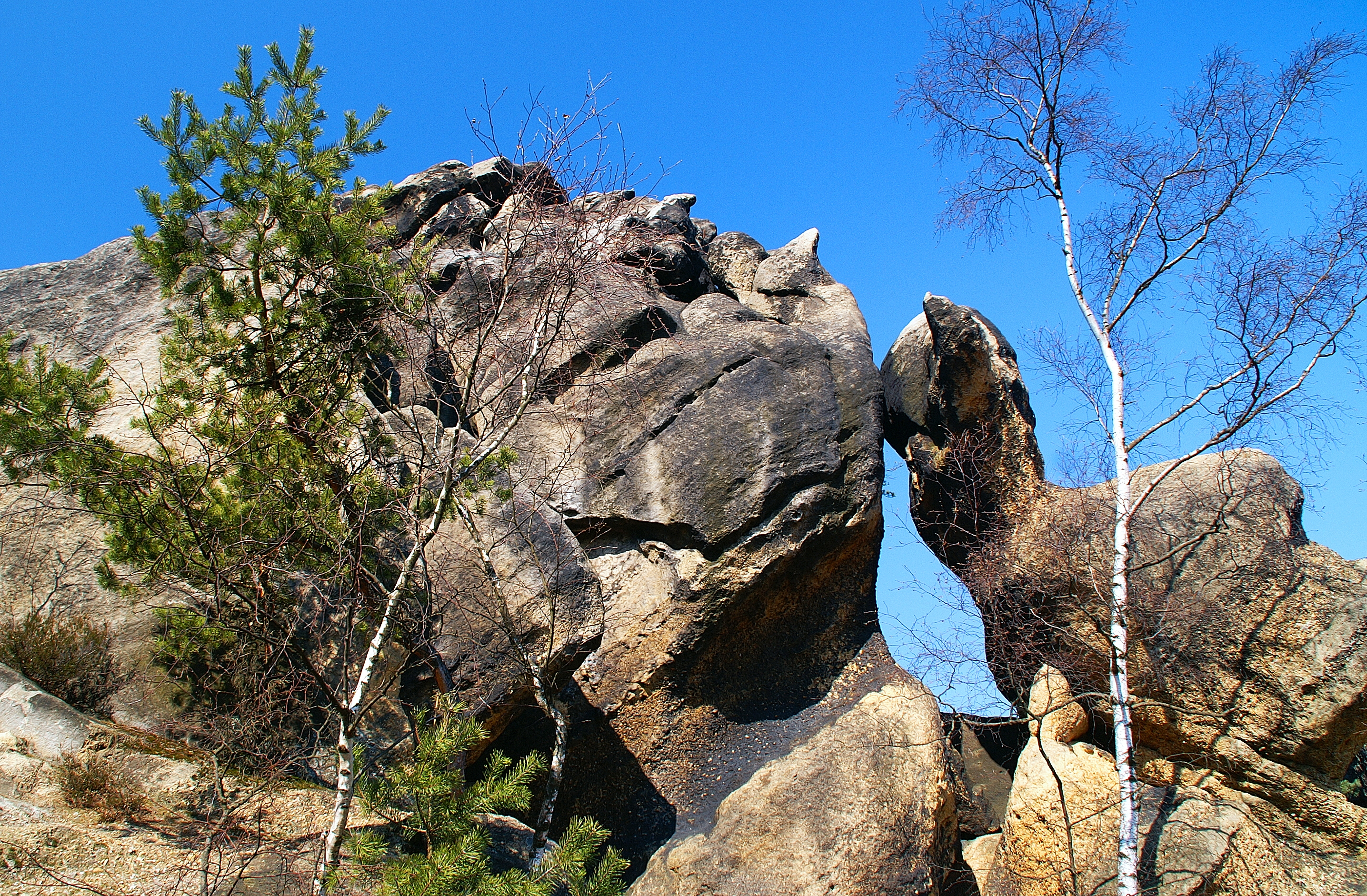
Detail struktury Vraních skal
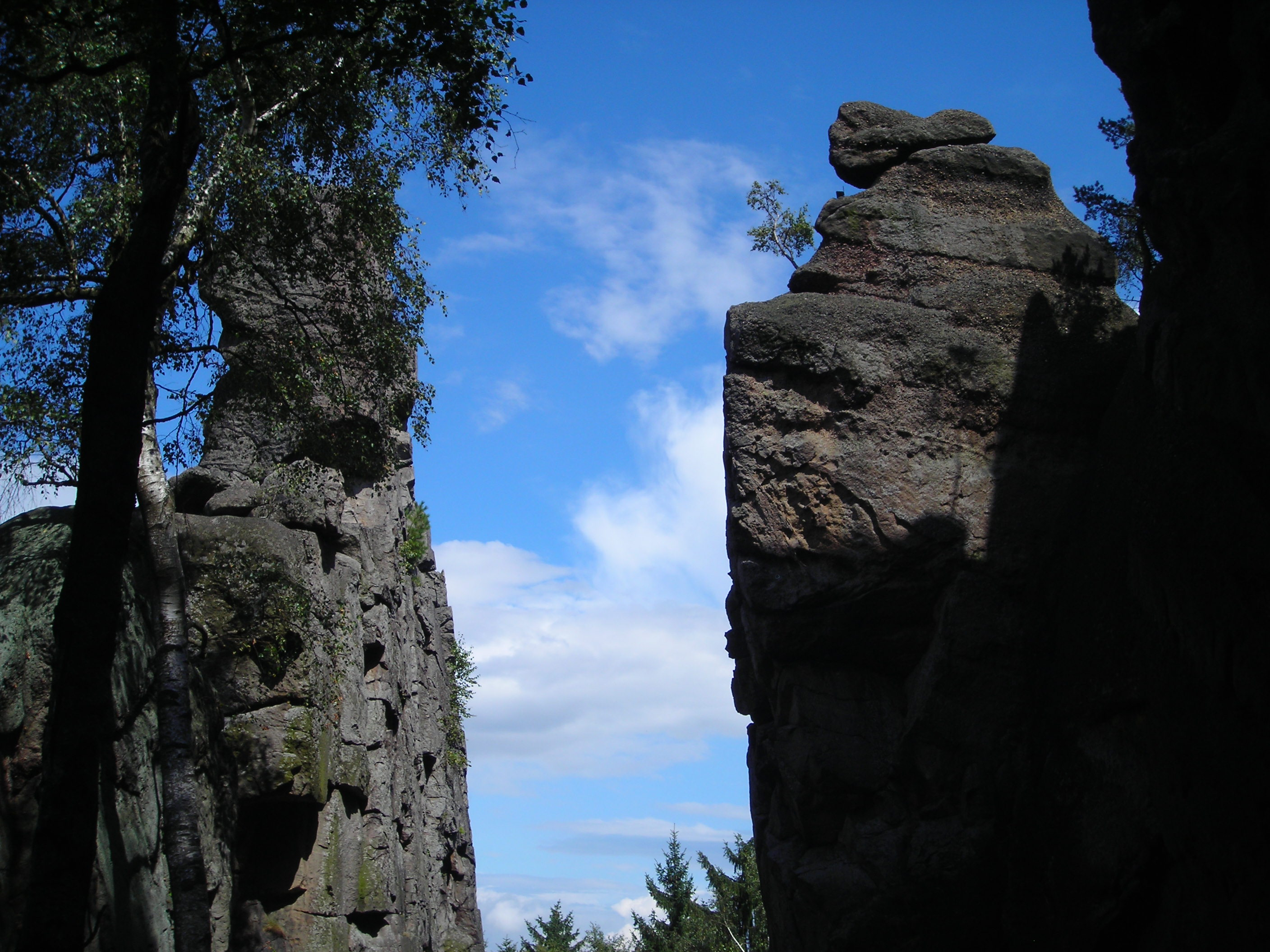
Fellerova věž a Hruška (vpravo)
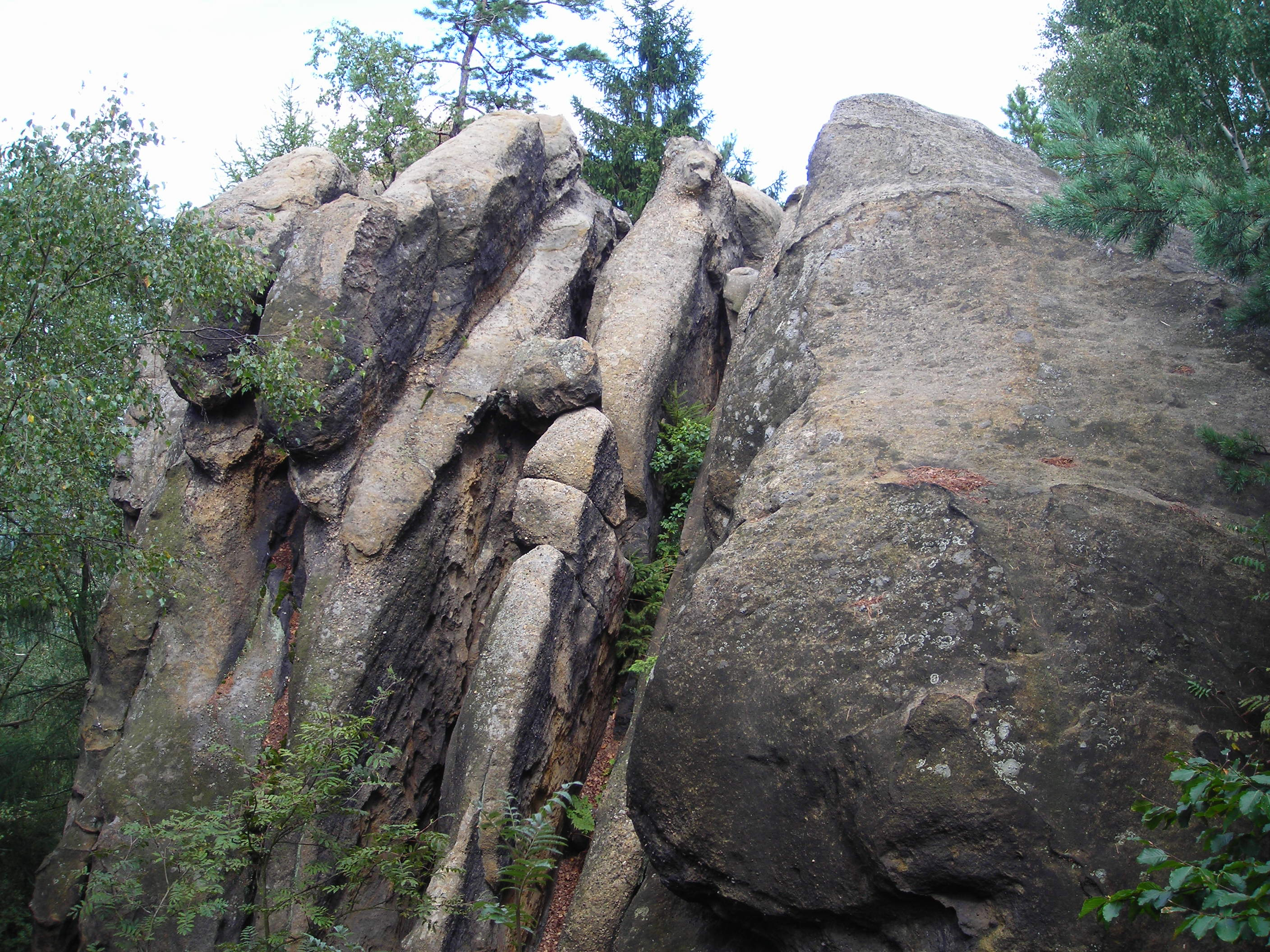
Východní Šachtová věž